# Maison de Pierre Ier
 (septembre 2024).
La Maison de Pierre Ier est un bâtiment historique de Riga, en Lettonie, classé monument architectural d'importance nationale.

## Histoire
Elle a été construite vers 1711, année où la maison du marchand Henenberg fut reconstruite et fusionnée avec les bâtiments voisins. La même année, le bâtiment fut offert au tsar russe Pierre Ier, lorsque lui et Catherine de Russie arrivèrent à Riga pour la première fois en tant que souverains. Au cours des années suivantes, Pierre Ier séjourna ici plusieurs fois alors qu'il se rendait en Europe occidentale.
Un jardin aérien a été créé au-dessus de la partie ajoutée du mur de fortification de Riga, de 1722 à 1745. 
Au premier étage du bâtiment se trouvaient les buanderies, les pièces auxiliaires et les chambres des domestiques, tandis qu'au deuxième étage se trouvaient les pièces d'habitation de Pierre Ier, ainsi que les salles des représentants. La chambre de Pierre Ier était située dans ce qu'on appelle la tour de la Nouvelle Porte. 

En 1785, elle devint palais de justice et école en 1805. De 1860 à 1862, le troisième étage a été construit. La maison a été reconstruite en 2010. 

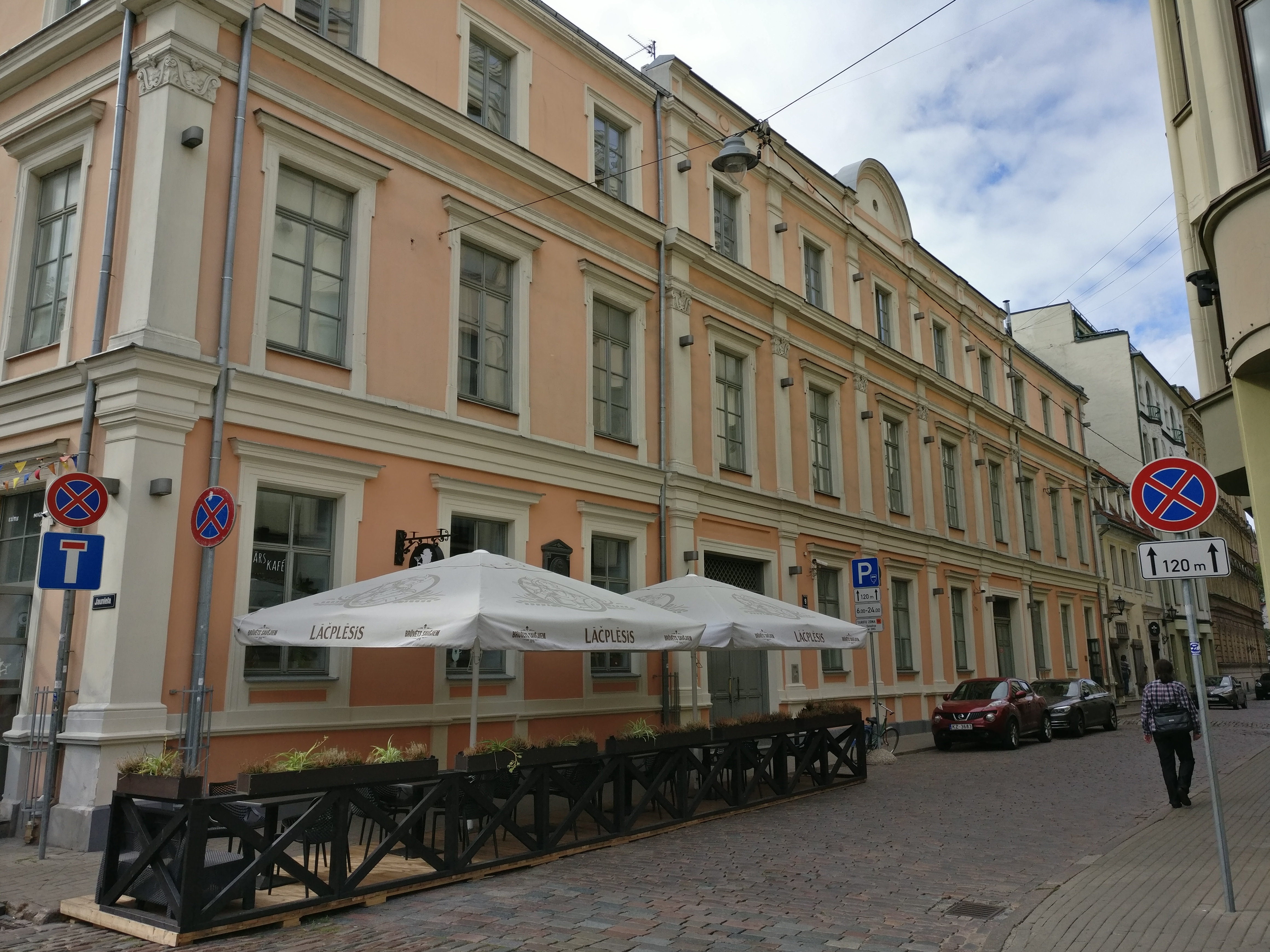
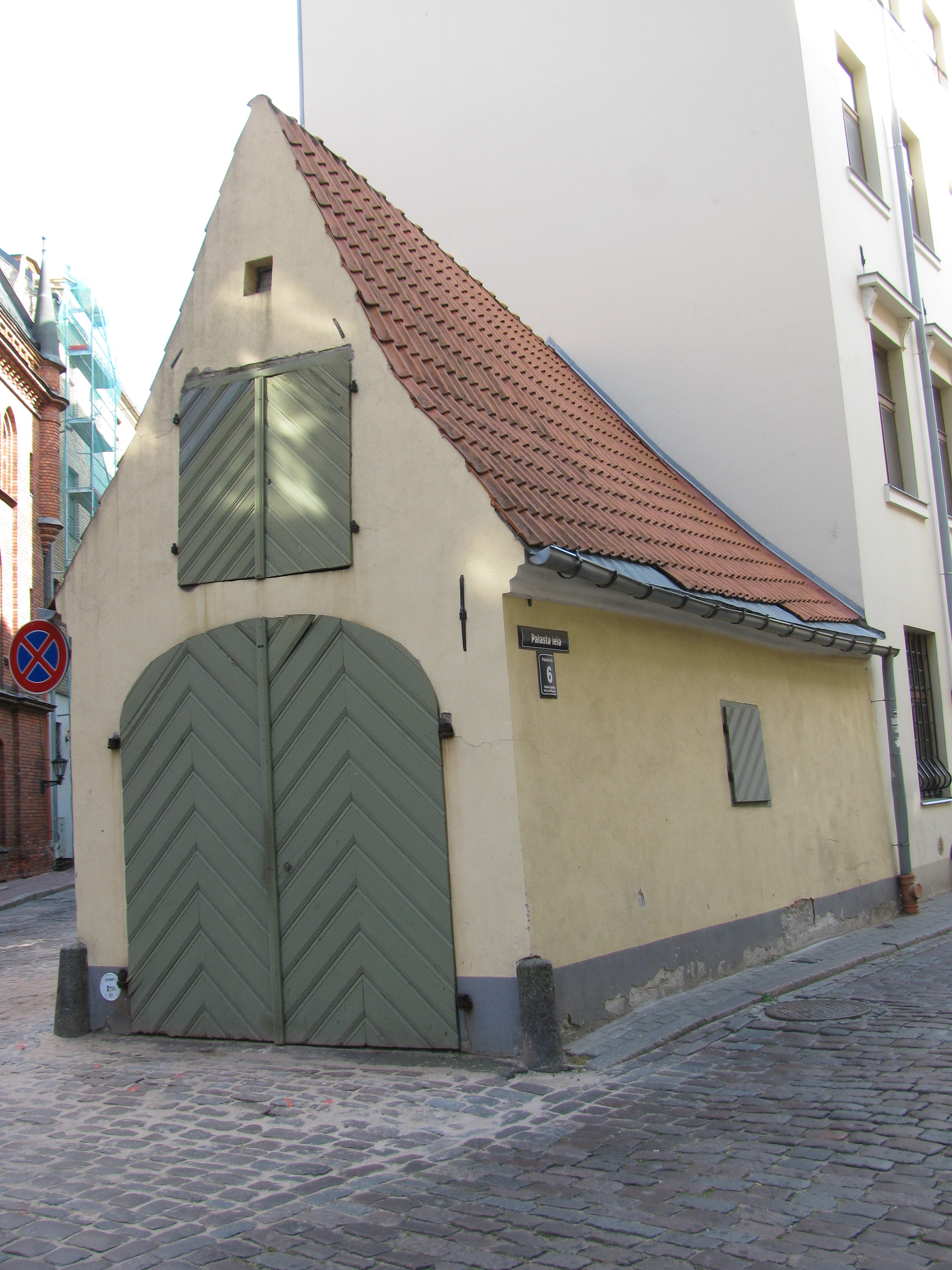